# Joan Calabuig Rull
Joan Calabuig Rull (València, 24 de maig de 1960) és un polític socialista valencià, president de l'Autoritat Portuària de València d'abril a setembre de 2023. Anteriorment ha estat Secretari Autonòmic per a la Unió Europea i Relacions Exteriors de la Generalitat Valenciana, regidor de l'Ajuntament de València i diputat a les Corts Valencianes, al Congrés espanyol i al Parlament Europeu.

## Biografia
Estudià dret a la Universitat de València, i entre 1979 i 1980 fou membre de la Junta de la Facultat. Militant del PSPV-PSOE i de la UGT des del 1976, fou elegit diputat a les eleccions a les Corts Valencianes de 1983 i fou president de la Unió Internacional dels Joves Socialistes el 1985-1989. Ha estat Director General de l'Institut Valencià de la Joventut de la Generalitat Valenciana el 1989-1995. Després fou elegit diputat a les eleccions al Parlament Europeu de 2004, on ha estat membre de la Comissió de Pressupostos, membre de la Delegació per a les Relacions amb la República Popular de la Xina, Suplent en la Delegació per a les Relacions amb els Països del Sud-est Asiàtic i l'Associació de Nacions del Sud-est Asiàtic (ASEAN).
Ha estat elegit diputat per la província de València a les eleccions generals espanyoles de 2008, i va ser vocal de la Comissió de Pressupostos i de la Comissió de Ciència i Innovació del Congrés dels Diputats. Va ser candidat a l'alcaldia de València a les eleccions de 2011 en les quals el PSOE va obtenir un 21,76% i vuit regidors. A les eleccions locals de 2015 tornà a encapçalar la llista socialista obtenint els pitjors resultats de la història del PSPV amb cinc regidors i un 14% dels vots. Calabuig i el partit socialista signà l'anomenat "pacte de la Nau" amb València en Comú i Compromís, amb el què Joan Ribó ostentaria l'Alcaldia de la ciutat i Calabuig la Primera Tinença d'Alcaldia. Després de 24 anys de governs conservadors de Rita Barberà, l'esquerra aconseguia governar al cap-i-casal.
L'agost de 2016, el president de la Generalitat Valenciana Ximo Puig anuncià el nomenament de Joan Calabuig com a nou Delegat del Consell per a la Unió Europea i Relacions Externes a Brussel·les. Com a conseqüència del nomenament, Calabuig va eixir del govern municipal i fou substituït al capdavant de les delegacions i com a portaveu del PSPV al Ple de l'Ajuntament per la regidora Sandra Gómez.
Va deixar el Consell de la Generalitat Valenciana per substituir a l'anterior president de l'Autoritat Portuària de València el també socialista Aurelio Martínez l'abril de 2023 fins que el nou govern de dretes presidit per Carlos Mazón el va cessar en favor de Mar Chao el setembre de 2023.